# Transkriptionellt preinitieringskomplex
Det transkriptionella preinitieringskomplexet (en: Transcription preinitiation complex, eller "PIC") är ett stort proteinkomplex som består av enzymer och proteiner som är nödvändiga för att initiera transkriptionen av proteinkodande gener från DNA till mRNA. Dessa kallas också för allmänna eller generella transkriptionsfaktorer. 
Preinitieringskomplexet hjälper till att:
- Positionera RNA-polymeras II över genens transkriptionsstartpunkt
- Smälta dubbelsträngade DNA:t så att enzymer kan gå in
- Positionera in DNA:t i RNA-polymerasets aktiva yta.

Det transkriptionella preinitieringskomplexet består normalt av sex generella transkriptionsfaktorer:
1. TFIIA - hjälper TBP att associera med transkriptionella preinitieringskomplexet
2. TFIIB - anger riktning för transkriptionen
3. TFIID - som innehåller TBP, TATA-bindande protein
4. TFIIE - rekryterar TFIIH
5. TFIIF - stabiliserar polymerasets interaktioner med DNA:t
6. TFIIH -  fungerar dels som helikas, och öppnar upp DNA:t medan RNA-polymeraset arbetar, dels så fosforylerar RNA-polymerasets CTD-domän, vilket aktiverar transkriptionen, får preinitieringskomplexet att dissociera samt ger ytor för enzymer som utför  posttranskriptionella förändringar att binda in, såsom polynukleotid adenylyltransferas, Capping Enzyme Complex samt spliceosomer.

## Mekanism
- TATA bindande proteinet, TBP, binder till promotorregionen, vilket ger en skarp böj i DNA-strängen.
- Denna böjning kommer att omsluta RNA-polymeraset samt dess C-terminala domän. Avståndet mellan TATA-boxen och transkriptionsstartpunkten kommer att medföra att RNA-polymeraset blir ordentligt positionerat.
- N-terminala domänen på TFIIB för DNA:t till dess rätta position, så att de fäster in mot RNA-polymeraset.
- TFIIE binder in till komplexet och rekryterar TFIIH.
- TFIIH har ATPas- samt helikasaktivitet, vilket gör att det öppnar upp dsDNAt nedströms genom att vrida upp det. Detta formar en transkriptionsbubbla i DNA:t.
- TFIIF binder till den kodande DNA-strängen och håller transkriptionsbubblan uppe.
- Enkelsträngade, komplementära strängen på DNA:t kan då binda in i RNA-polymerasets aktiva site.
- TFIIH fosforylerar C-terminala domänen på RNA-polymeraset, vilket gör att det börjar transkriptionen.
- När det har transkriberat sex baser eller mer så släpper TFIIB-subenheten, vilket gör att RNA-polymeraset släpps fritt, och de andra transkriptionsfaktorerna lossnar.
- De fosforylerade aminosyraresterna utgör bindningsplats för andra proteiner, såsom polynukleotid adenylyltransferas, Capping Enzyme Complex samt spliceosomer, som modifierar mRNA-transkriptet.